# Libyan Airlines
Libyan Airlines (code AITA LN ; code OACI LAA) est une compagnie aérienne libyenne basée à Tripoli. La compagnie figure sur la liste des transporteurs aériens interdits dans l'Union européenne.
Son nom arabe est الخطوط الجوية الليبية ; translittéré en : al-Khutut al-Jawiyah al-Libiyah ; elle était anciennement connue comme Libyan Arab Airlines.

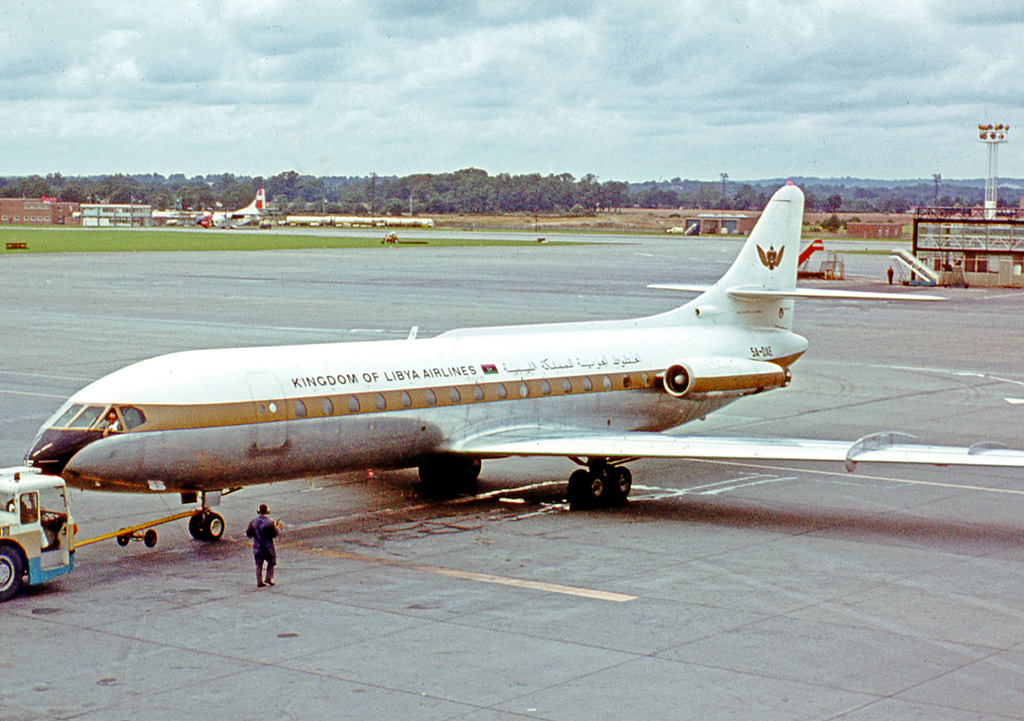
Caravelle de Kingdom of Libya Airlines à Londres Gatwick en 1969.

## Histoire

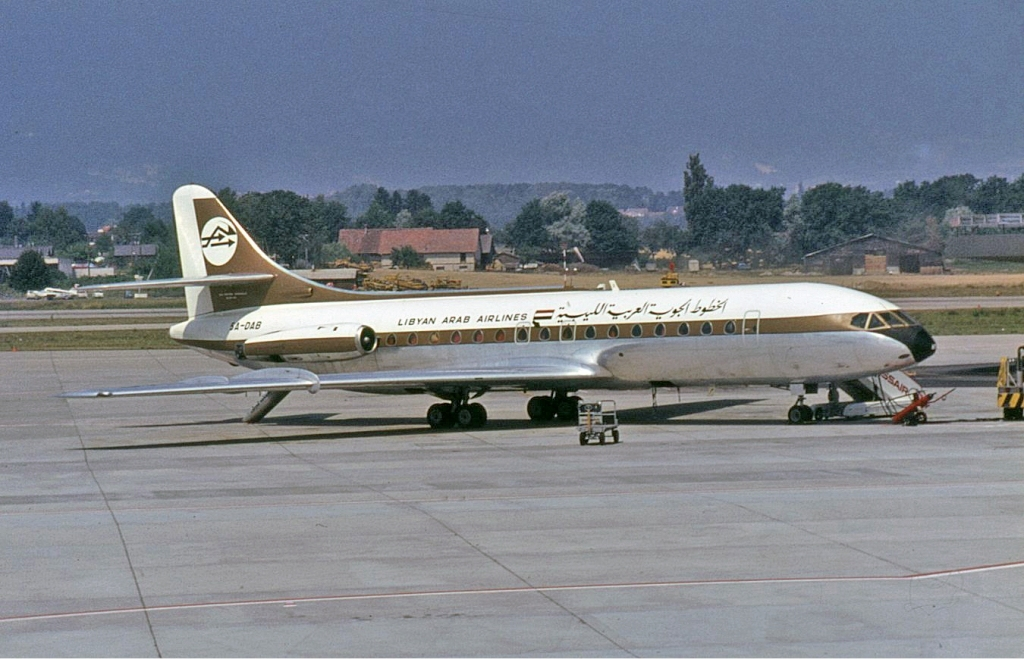

## Flotte
Au mois de février 2020, la flotte de Libyan Airlines est composée des appareils suivants: 

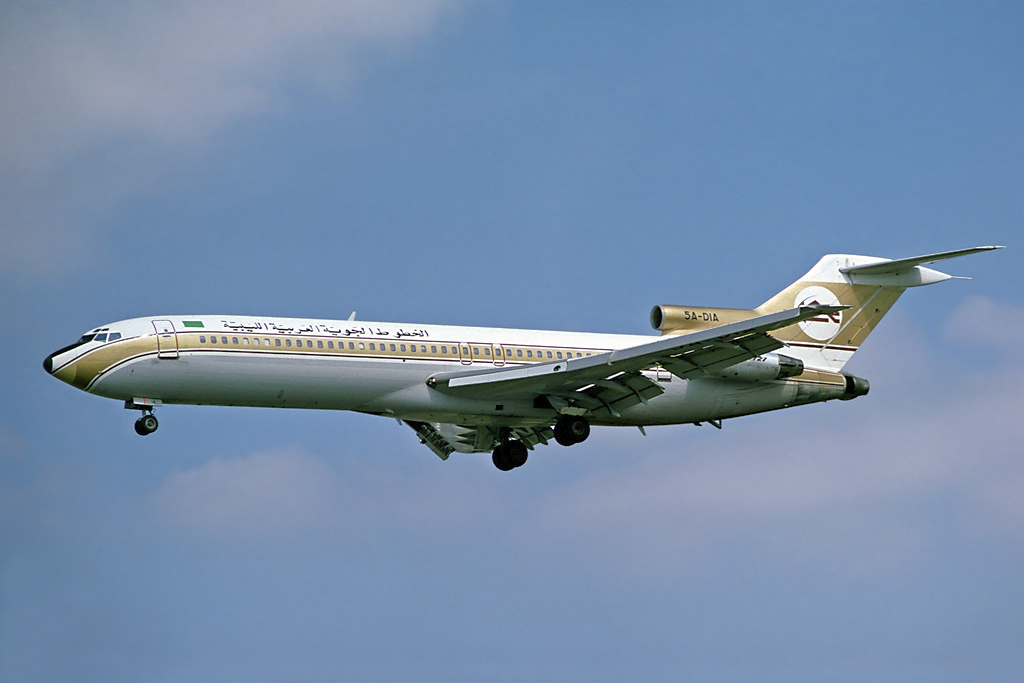
Boeing 727-200 de Libyan Arab Airlines en approche finale sur l'aéroport d'Heathrow en 1978.

Cependant, en raison du conflit libyen, une partie de la flotte de Libyan Airlines a souffert des attaques contre l'Aéroport de Tripoli c'est pour cela qu'une partie de la flotte est stockée pour réparations.

## Accidents aériens

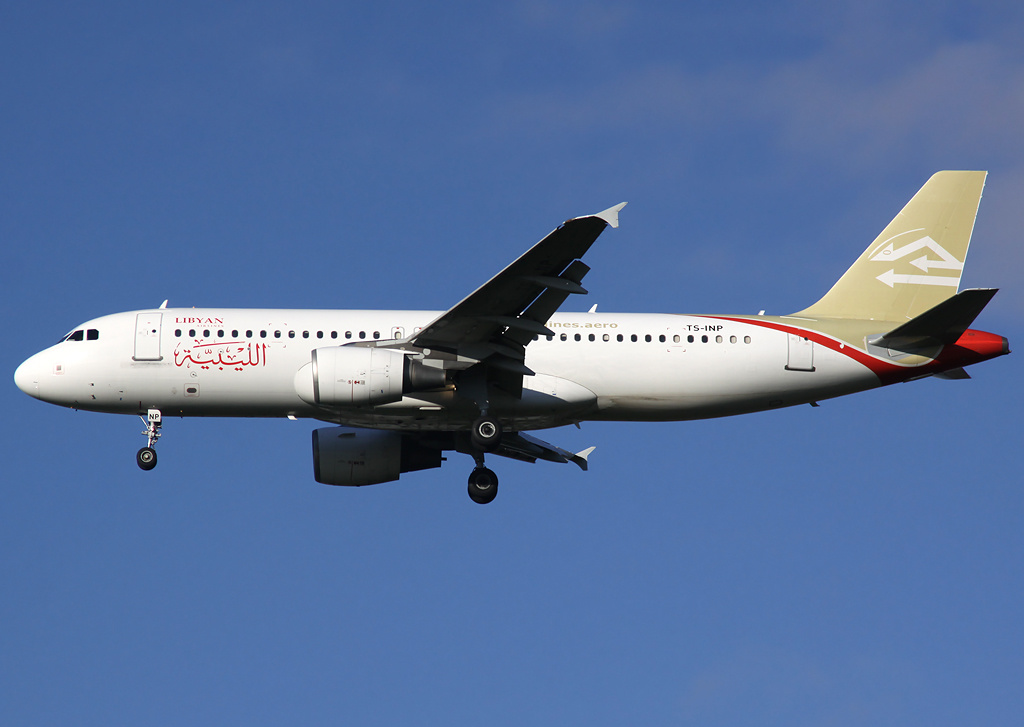
Airbus A320-200 enregistré en Tunisie portant la livrée de Libyan Airlines livrée en approche vers l'aéroport de Manchester en 2012. La compagnie aérienne louait ce type d'appareil à Nouvelair pour desservir les destinations européennes pendant l'interdiction.

Le 21 février 1973, un Boeing 727 de la compagnie effectue une liaison de Tripoli au Caire mais se perd en raison de la combinaison d'un mauvais temps et d'une défaillance matérielle vers le nord de l'Égypte à 13h44 heure locale. Il entre dans l'espace aérien israélien dans la péninsule du Sinaï et est abattu par deux avions F4 Phantom II après avoir refusé d'atterrir.
Le 22 décembre 1992, un autre Boeing 727 de Libyan Arab Airlines effectuant une liaison de Benghazi à Tripoli se désintègre en vol au moment de sa phase d'approche de Tripoli, la cause officielle avancée (mais contestée) étant une collision avec un MiG-23 de l'armée de l'air libyenne[réf. nécessaire].